# 夕張駅

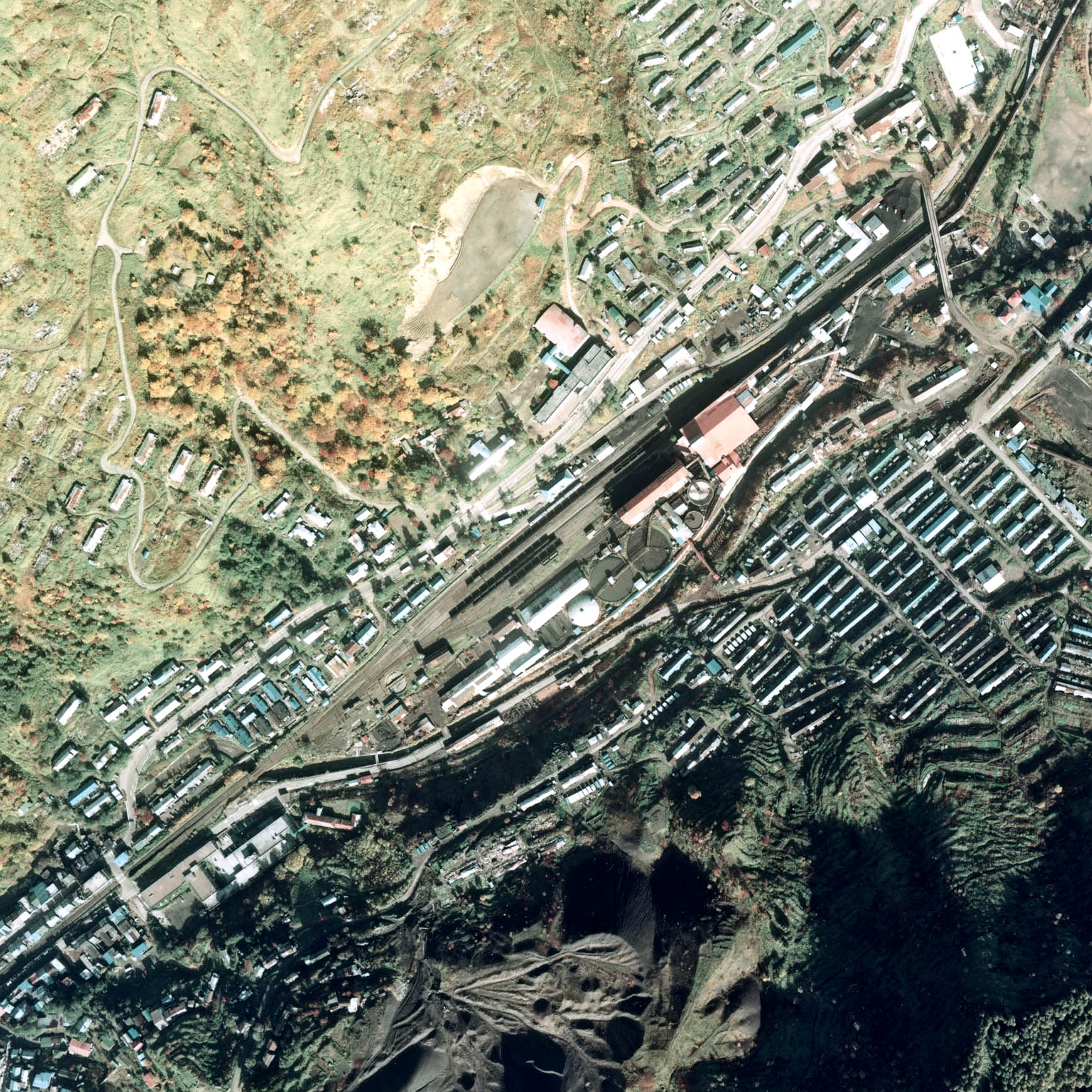
1976年の国鉄夕張線（当時）夕張駅（初代）と周囲約1km範囲。左下が鹿ノ谷方面。客扱いとしては駅舎前の単式ホーム1面1線である。駅裏北側に北炭夕張炭鉱の選炭場と積込み施設が接していて、沢山の留置線を有している。駅裏南側には転車台が残されている。

夕張駅（ゆうばりえき）は、かつて北海道夕張市末広2丁目にあった北海道旅客鉄道（JR北海道）石勝線（夕張支線）の駅（廃駅）である。電報略号はユウ。事務管理コードは▲132107。駅番号はY25。

## 歴史

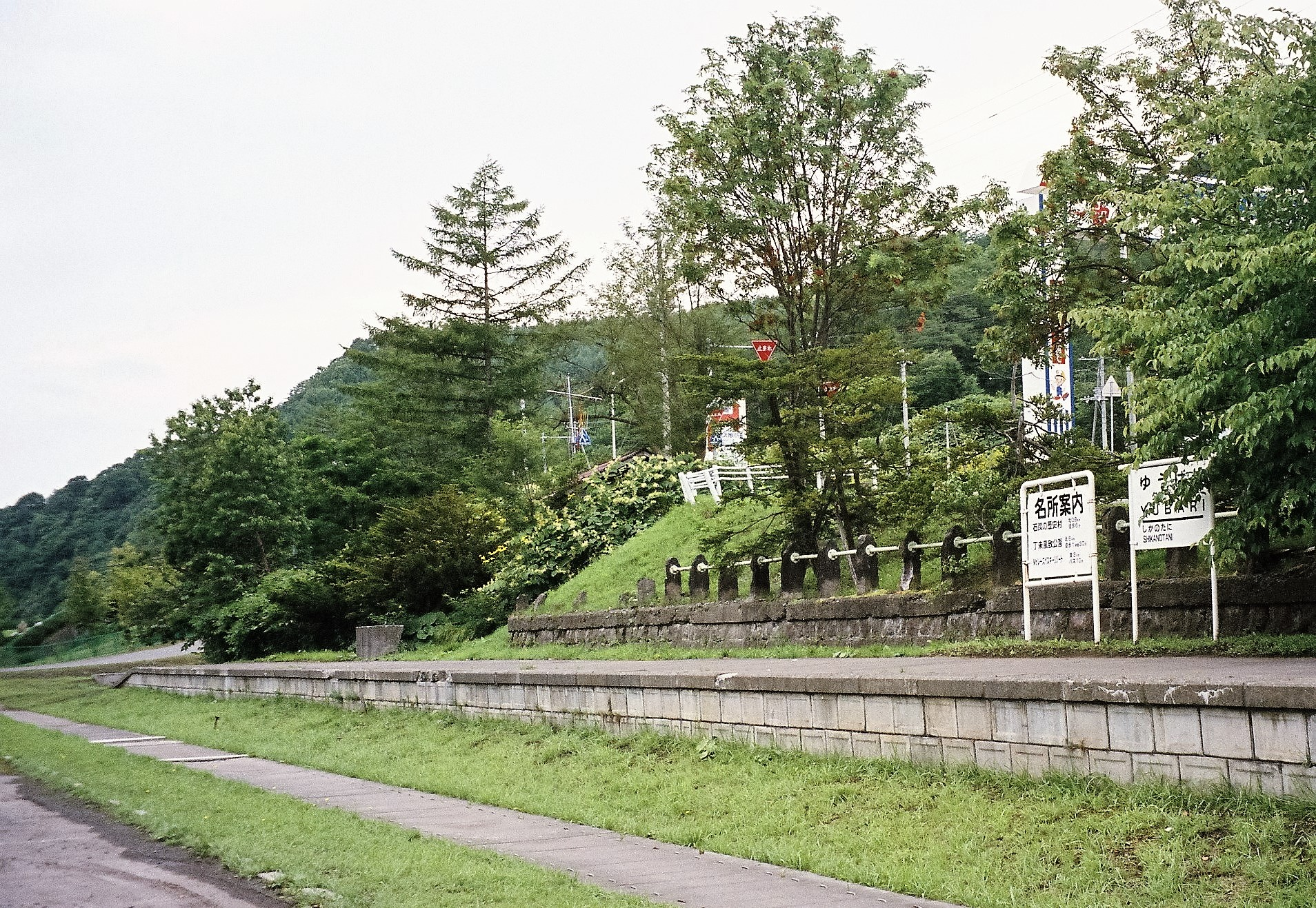
初代夕張駅跡（2003年8月）

主要産業の変化に伴い、駅は路線を短縮する形で2度移転された。はじめは石炭の運び出しの便を図るため、市の奥地である夕張市福住の現在の石炭の歴史村付近に駅があった。当時は夜間滞泊も行われていたが、相次ぐ炭鉱閉山の影響により過疎化が急速に進行。夕張市は観光を主要産業に位置付け開発に乗り出し、1985年（昭和60年）に市の中心部である夕張鉄道旧夕張本町駅構内跡地（夕張市本町4丁目、夕張市役所及び夕張市民会館の裏）に移転した。これが2代目夕張駅である。
2代目夕張駅の駅舎は3両の貨車を改装し連結したものであった。貨車はワフ29500形のワフ29756、ワフ29900とワム80000形のワム86579の3両で、車輪を付けたまま駅舎に改造された珍しい例であった。
その後、リゾート開発に伴い、鹿ノ谷 - 夕張間、夕張市末広2丁目のホテルマウントレースイ前に新駅を設置する構想が浮上した。しかし、勾配と駅間距離の短さから実現せず、1990年（平成2年）に夕張駅自体が新駅の予定地点へと移転することになった。これが3代目夕張駅である。
3代目夕張駅舎は当初、ホテルマウントレースイを経営する松下興産が管理していた。しかし2002年（平成14年）に松下興産はホテル経営から撤退し、夕張市所有の施設「ゆうばり駅待合所」となった。しかし市は2007年（平成19年）3月に財政破綻し、4月には施設を廃止。地元観光協会に管理を委託した。同年、岐阜県大垣市の情報技術関連会社「サイエンスネット」は駅トイレ・待合室の管理費を寄付した。しかし観光協会は財源不足となった。そこで小樽市のログハウスメーカー「トベックス」が駅舎の維持管理と2009年（平成21年）5月からの全面改修を無償で受託。同年7月にはイタリアンカフェ「ルーチェ・ソラーレ」が、10月には夕張市産業課が運営する「夕張市観光案内所」がオープンした。しかしイタリアンカフェは建物の管理がずさんだったなどとして、2013年（平成25年）12月に閉店した。その後はNPO法人ゆうばり観光協会が運営する「夕張観光案内センター」などが入居する建物となった。

### 年表
- 1892年（明治25年）11月1日：北海道炭礦鉄道追分 - 夕張間の開通に伴い、現在の石炭の歴史村付近に開業（初代）[1]。一般駅。
- 1900年（明治33年）上期：停車場移転（駅舎本屋移築）[10]。
- 1906年（明治39年）10月1日：北海道炭礦鉄道の鉄道路線国有化により、官設鉄道（国鉄）に移管[1]。
- 1913年（大正2年）6月2日：夕張機関庫設置（北海道鉄道管理局の事務上制定）。
- 1923年（大正12年）：駅舎改築。
- 1930年（昭和5年）6月1日：夕張機関庫廃止。
- 1954年（昭和29年）8月10日：昭和天皇、香淳皇后乗車のお召し列車が到着[11]。
- 1978年（昭和53年）5月1日：貨物取扱い廃止[12]。
- 1981年（昭和56年）10月1日：夕張線が石勝線に改称[1]。同時に夕張支線の終着駅となる。
- 1984年（昭和59年）
  - 2月1日：荷物取扱い廃止[12]。
  - 4月1日：駅員無配置駅となり[新聞 1]、簡易委託化[新聞 2]。
- 1985年（昭和60年）10月13日：夕張市役所及び夕張市民会館裏の夕張鉄道旧夕張本町駅跡地に移転（2代目）[1]。営業キロ1.3km短縮[1]。
- 1987年（昭和62年）4月1日：国鉄分割民営化により北海道旅客鉄道（JR北海道）に承継[1]。
- 1990年（平成2年）12月26日：ホテルマウントレースイ前に駅を移転（3代目）[1]。営業キロ0.8 km短縮[1]。
- 1991年（平成3年）9月7日：駅舎が完成[13]。
- 1998年（平成10年）3月20日：キヨスク閉店に伴い簡易委託廃止、無人化。
- 2002年（平成14年）：駅舎が夕張市所有となる[5]。
- 2006年（平成18年）10月：トイレを閉鎖。夕張市財政再建問題の関係で、紙代、上下水道料金など維持費の支払いが困難なため。
- 2007年（平成19年）
  - 4月1日：夕張市が駅舎の管理を地元観光協会に委託[5]。トイレを再開放。「サイエンスネット」から維持費の援助を受けた。
  - 月日不明：ホテルマウントレースイフロントで、乗車券発売を開始し、簡易委託業務再開。
- 2009年（平成21年）
  - 5月：「トベックス」が駅舎を全面改修[5]。
  - 7月17日：イタリアンカフェ「ルーチェ・ソラーレ」をオープン[5]。
  - 9月9日：駅の隣にトベックスが建設した「ゆうばり屋台村」が開業[14][新聞 3][新聞 4]。
- 2013年（平成25年）12月10日：イタリアンカフェ「ルーチェ・ソラーレ」閉店[8]。
- 2018年（平成30年）
  - 3月9日：清水沢 - 鹿ノ谷間の斜面崩壊により夕張支線全線で運転見合わせとなる。3月31日に運転再開[報道 1][15]。
  - 8月11日：地元有志の「ありがとう夕張支線実行委員会」の要望により、当面の間、2本の列車の出発時刻が数分繰り下げられる[報道 2]。
- 2019年（平成31年）4月1日：新夕張駅 - 当駅間（夕張支線）廃止に伴い廃駅[報道 3][新聞 5]。

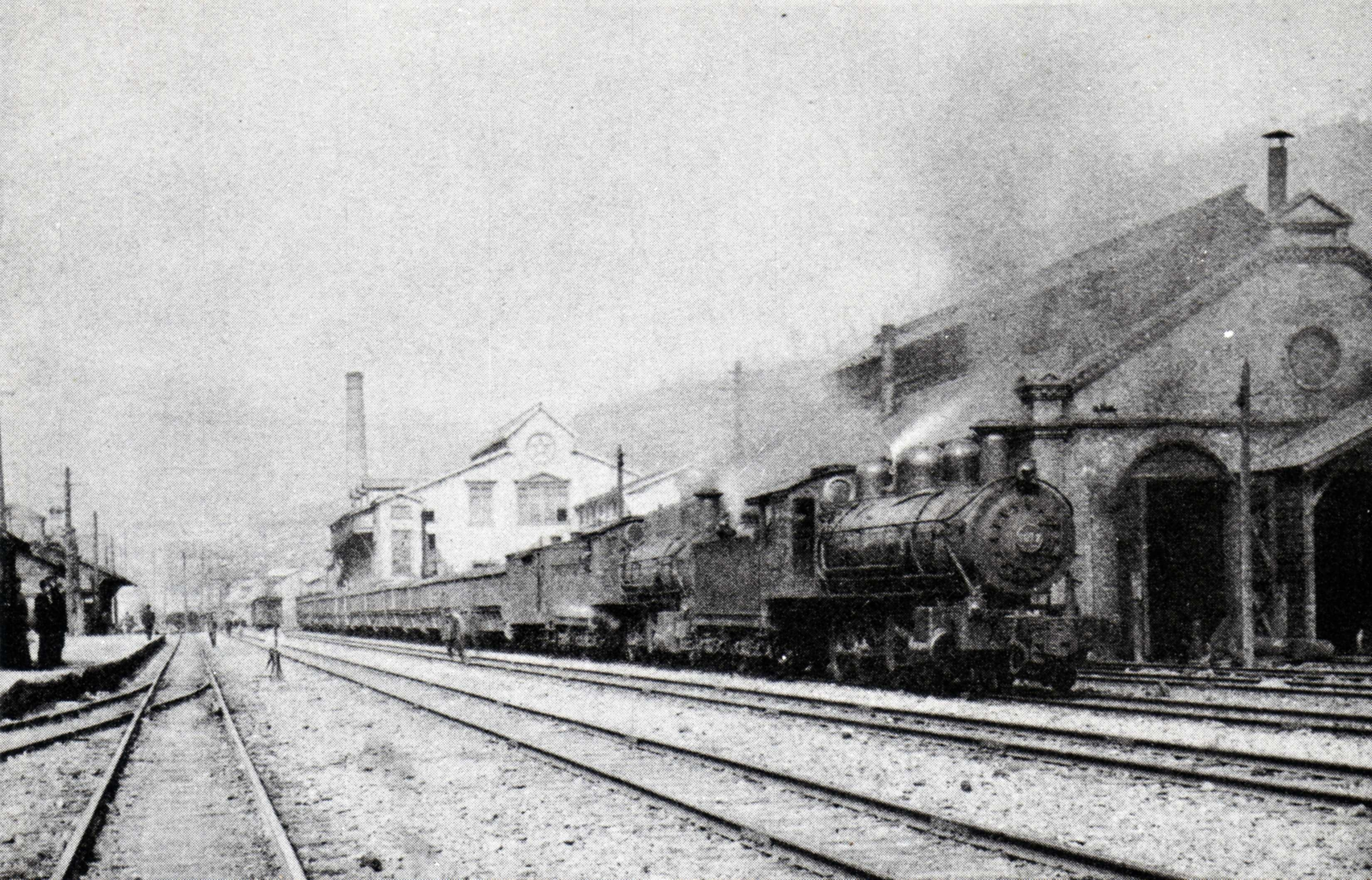
大正時代（1918年）の駅構内

## 廃止時の駅構造
石勝線夕張支線の終着駅であり、単式ホーム1面1線の地上駅だった。1998年（平成10年）頃に一度無人化されたが2007年（平成19年）に簡易委託化され、総販システムの前出し券に日付を押印する方法で発売していた。ただし、駅構内ではなく駅舎の背後にあるホテル「マウントレースイ」のフロントにおける取り扱いとなっていた。新夕張駅管理。

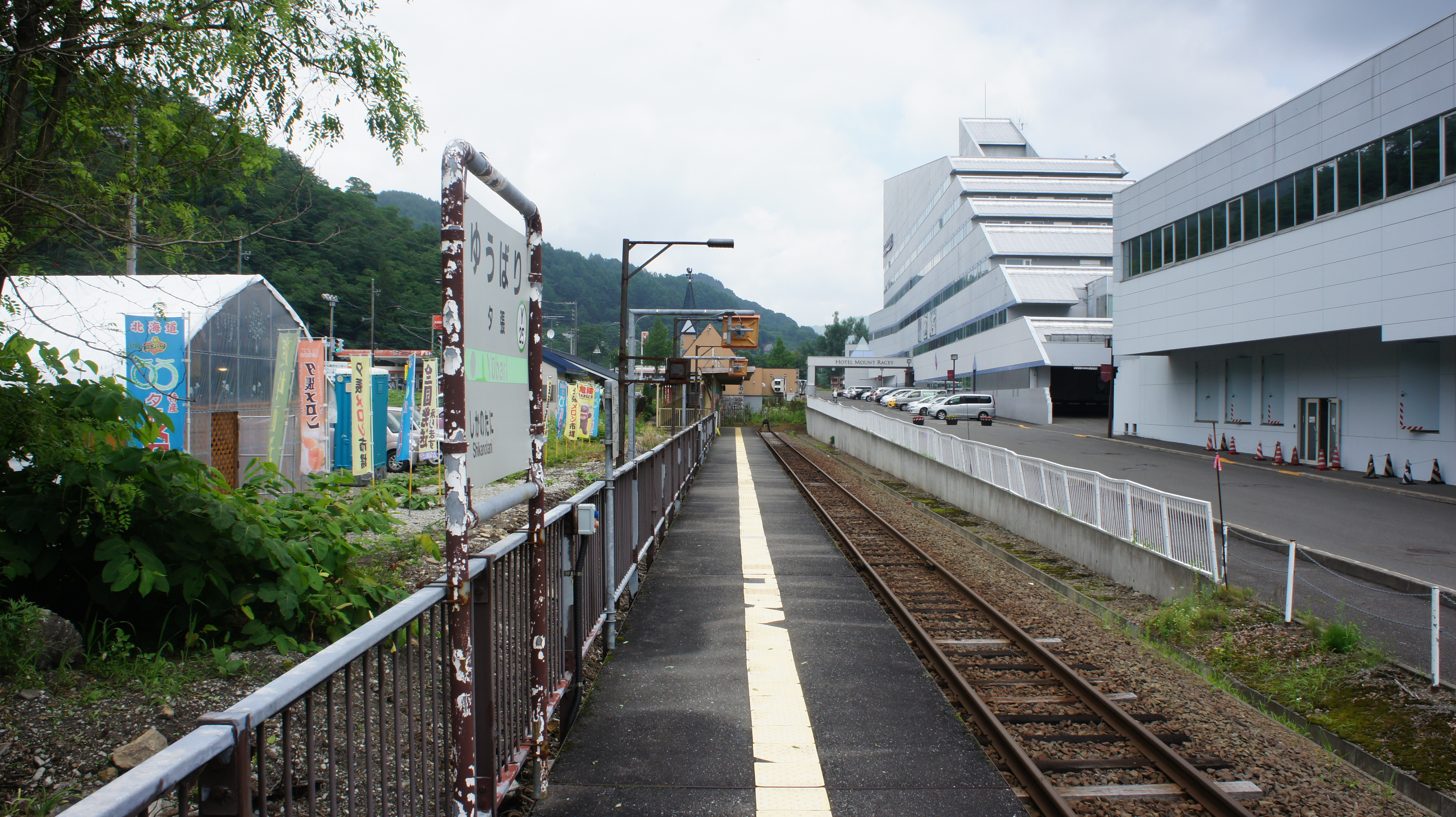
ホーム（2017年7月）
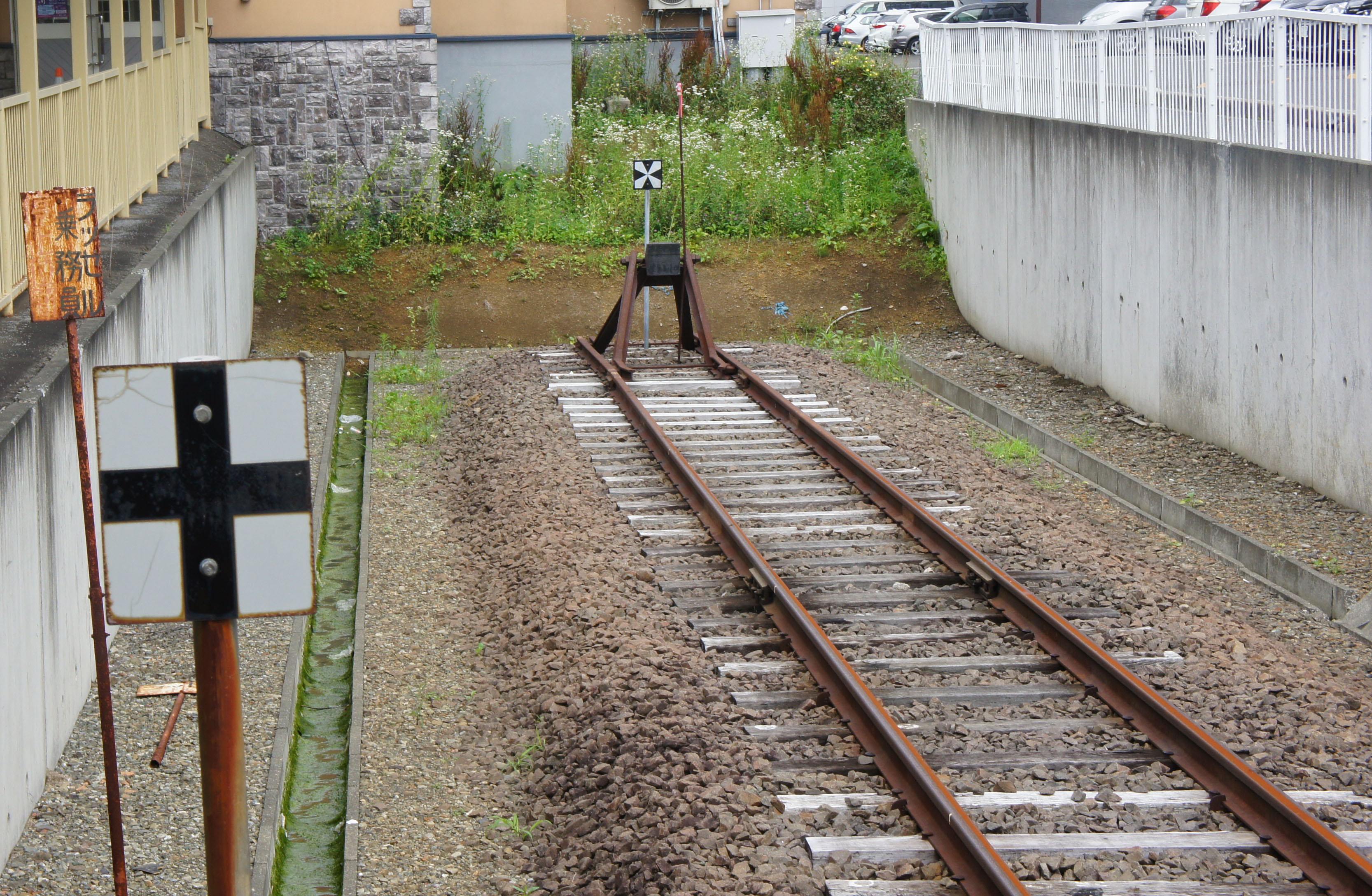
車止め（石勝線夕張支線の終端）（2017年7月）
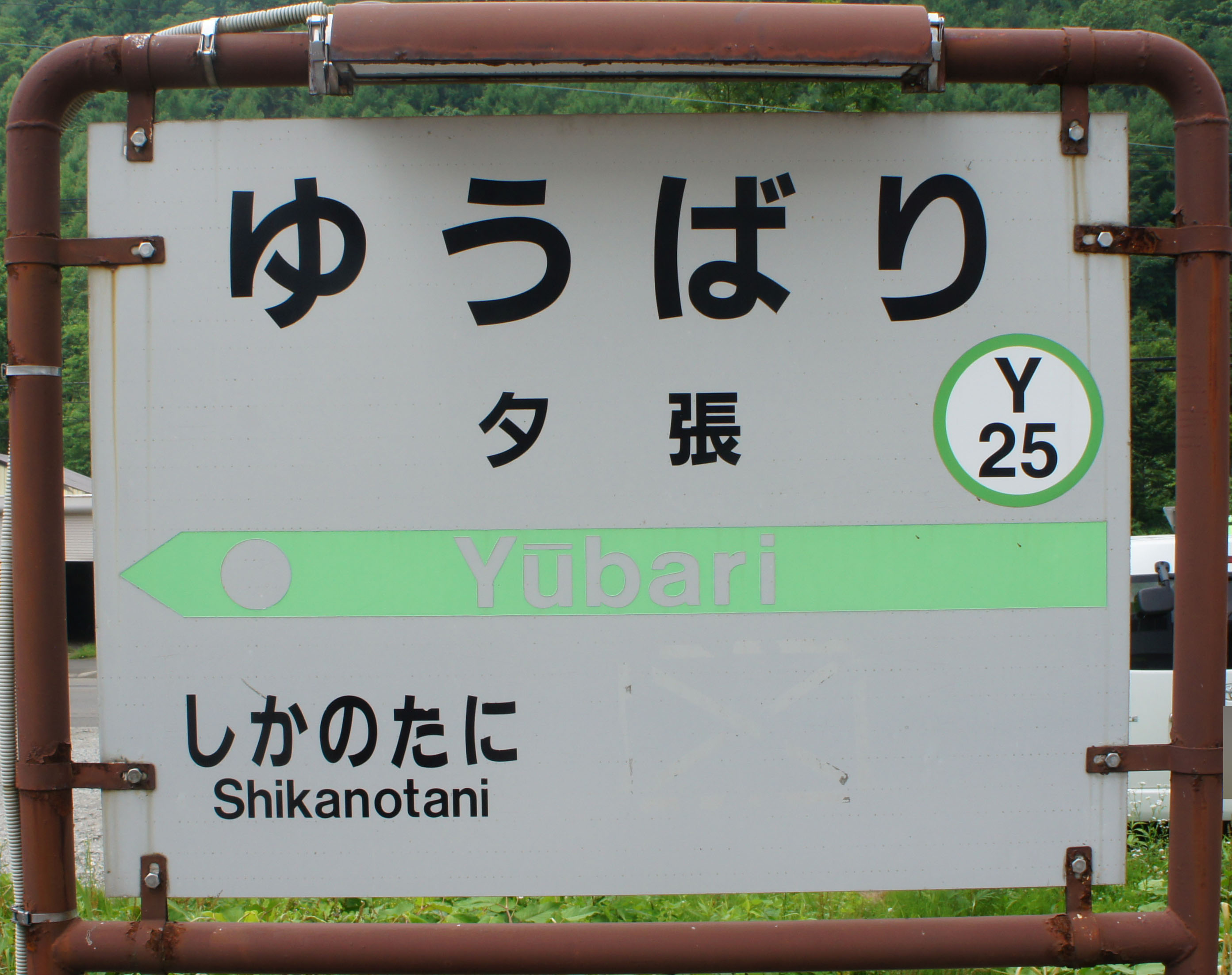
駅名標（2017年7月）

## 駅周辺
- 夕張市役所
- 北洋銀行夕張支店（夕張市役所庁舎内）
- 栗山警察署夕張警察庁舎（旧夕張警察署）
- 夕張郵便局
- 夕張市立診療所（旧夕張市立総合病院）
- 石炭の歴史村
- ホテルマウントレースイ
- ホテルシューパロ
- 夕張鉄道（夕鉄バス）・北海道中央バス（岩見沢営業所）「レースイリゾート前」停留所
- めろん城
- ゆうばり屋台村

## 駅跡

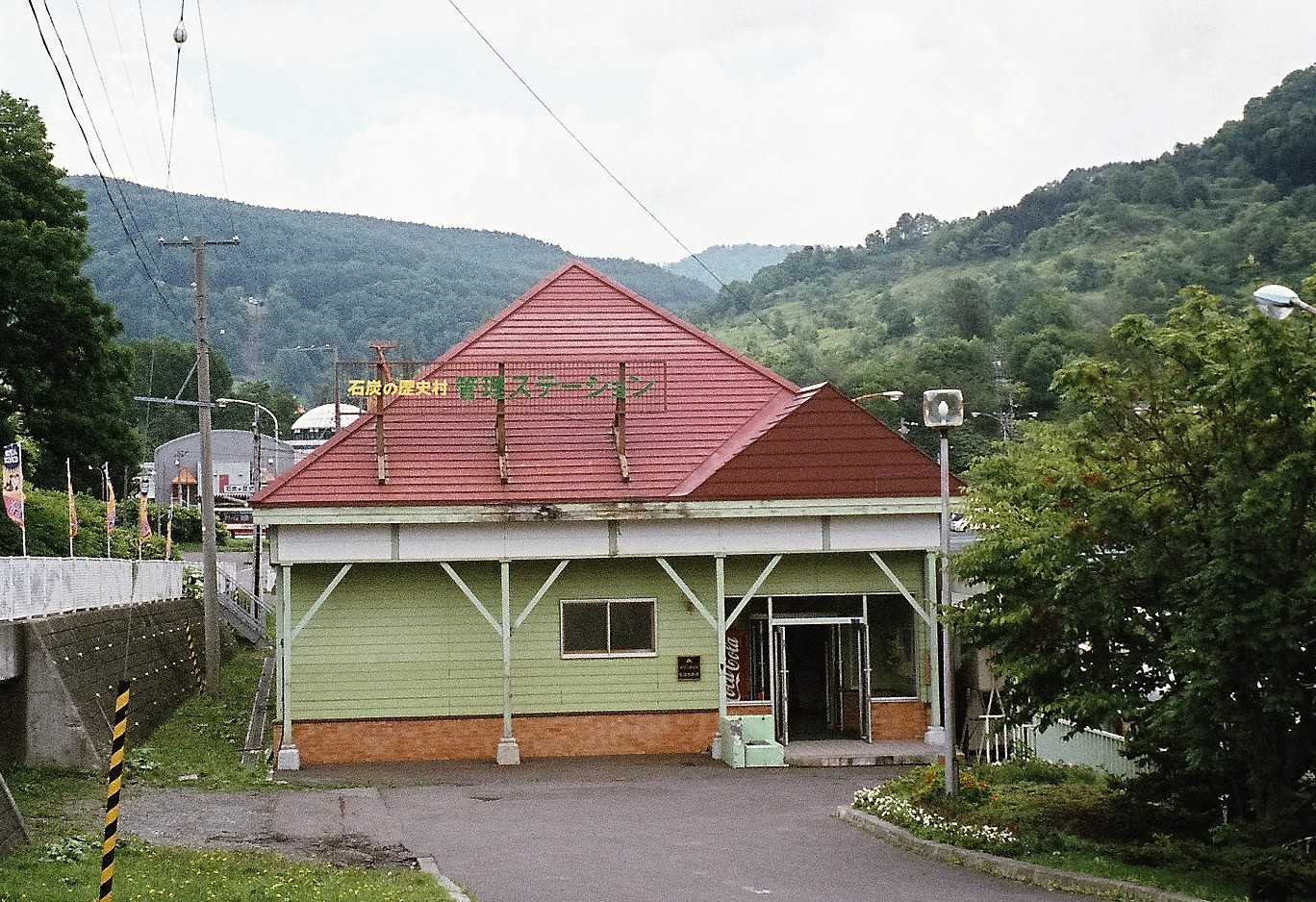
初代駅舎・石炭の歴史村管理ステーション（2003年）

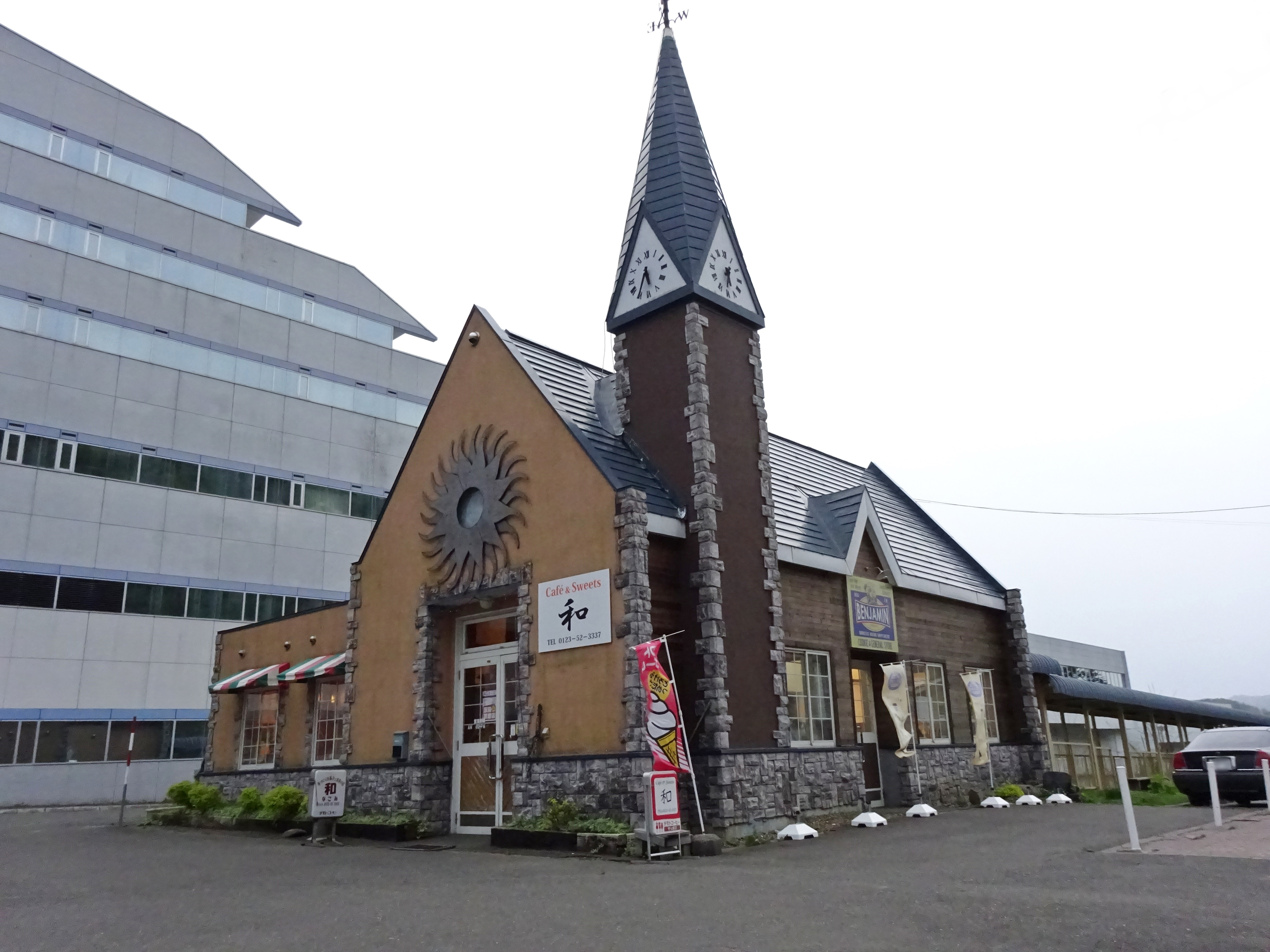
駅舎を活用した喫茶店「和」(2024年)

初代
初代駅舎は石炭の歴史村を運営する石炭の歴史村観光と夕張観光開発の本社が入居する「石炭の歴史村管理ステーション」に転用。道道38号夕張岩見沢線の切り替え工事にあたり、2006年（平成18年）10月4日に旧「ファミリースクールふれあい」（旧市立旭小学校校舎、市財政再建のため同年9月18日限りで閉鎖）へと移転。同年10月10日より解体された。
2代目
2代目駅舎に使われていた車両は「石炭の歴史村」に移設、「キハ69900」とペイントされSL館と遊園地「アドベンチャーファミリー」の間に長らく設置されていた。
3代目
廃止から約1年後の2020年（令和2年）4月以降、駅舎は夕張観光案内センターと喫茶店として活用されている。

## 隣の駅
北海道旅客鉄道（JR北海道）
■石勝線（夕張支線）
鹿ノ谷駅 (Y24) - 夕張駅 (Y25)

### 報道発表資料
1. ↑  『石勝支線 新夕張〜夕張間の運転再開について』（PDF）（プレスリリース）北海道旅客鉄道、2018年3月20日。2018年8月30日閲覧。
2. ↑  “夕張駅、もう少しいられます　11日から出発時間遅く”.   北海道新聞. 2018年8月30日時点のオリジナルよりアーカイブ。2018年8月30日閲覧。
3. ↑  『石勝線（新夕張・夕張間）の鉄道事業廃止について』（PDF）（プレスリリース）夕張市、北海道旅客鉄道、2018年3月23日。2018年3月23日閲覧。

### 新聞記事
1. ↑  “「通報」●函館本線蘭越駅ほか29駅の駅員無配置について（旅客局）”. 鉄道公報 (日本国有鉄道総裁室文書課):  p. 4. (1984年3月31日)
2. ↑  「国鉄、あすから道内41駅で業務合理化」『日本経済新聞』日本経済新聞社、1984年3月30日、地方経済面／北海道、1面。
3. ↑  “トピックスブログ - ゆうばり屋台村”.   JA夕張市 (2009年9月9日). 2018年8月30日閲覧。
4. ↑  “「民活」夕張再生担う　新計画始動から3カ月”. 日本経済新聞. (2010年6月26日) 2018年8月30日閲覧。
5. ↑  “JR北 夕張支線の廃止、正式に合意　19年3月いっぱい”. 毎日新聞. (2018年3月23日) 2018年8月30日閲覧。